# Hayneville
Hayneville är administrativ huvudort i Lowndes County i Alabama. Orten har fått sitt namn efter politikern Robert Y. Hayne. Vid 2020 års folkräkning hade Hayneville 830 invånare.